# Koldusopera (Britten)
A Koldusopera (angolul The Beggar’s Opera) Benjamin Britten kétfelvonásos operája John Gay és John Cristopher Pepusch azonos című ballada-operája alapján. A kiegészítő szövegeket a producer Tyrone Guthrie írta. Ősbemutatójára 1948. május 24-én került sor Cambridge-ben, az Arts Theatre-ben. Magyarországon először 1975. január 5-én mutatták be a budapesti Erkel Színházban.

## Szereplők
| Szereplő              | Hangfekvés   |
| --------------------- | ------------ |
| Lockit, koldus        | bariton      |
| Mrs. Peachum          | alt          |
| Mr. Peachum           | basszus      |
| Polly Peachum         | szoprán      |
| Macheath kapitány     | tenor        |
| Filch                 | tenor        |
| Lucy Lockit           | szoprán      |
| Mrs. Trapes, kerítőnő | alt          |
| Harry, útonálló       | tenor        |
| Ben, a kasszafúró     | bariton      |
| Wat, a hamiskártyás   | tenor        |
| Mat, a pénzverő       | bariton      |
| Jeremy, a puskaműves  | basszus      |
| Ned, a lótolvaj       | basszus      |
| Jenny Driver          | alt          |
| Mrs. Slammekin        | szoprán      |
| Mrs. Coaxer           | szoprán      |
| Dolly Trull           | mezzoszoprán |

## Cselekménye

### Első felvonás
Mr. Peachum, a londoni alvilág legbefolyásosabb alakjainak egyike, feleségétől értesül, hogy egyetlen gyermekük, Polly szerelmes Macheath kapitányba. Virágzó üzletét féltve nem örül a hírnek, még jobban lesújtja, amikor tudomására jut, hogy immár nem csak szerelemről van szó, hanem Polly hozzá is ment üzleti ellenlábasához. Végül arra a következtetésre, jut, hogy az egyetlen megoldás ha akasztófára küldi ellenlábasát. Polly tudomás szerez erről és még időben értesíti a férjét. Macheath azonnal a kocsmába siet cimboráihoz, akiket értesít a Peachummal kialakult helyzetéről, de óva inti őket az esetleges nyílt leszámolástól. Rövidesen régi hölgyismerősei keresik fel, akik elhalmozzák kedveskedéseikkel. A kapitány nem is sejti, hogy mindez Peachum kelepcéje és míg a lányok szépsége, csacsogása elaltatja éberségét, rendőrök veszik körül, akik nyomban le is tartóztatják.

### Második felvonás
Lockit, a rendőrparancsnok régi ismerősként fogadja a kapitányt és igyekszik mindenben a kedvében járni, hogy cellája a lehető legnagyobb kényelmet nyújtsa. A kapitány akasztófára ítélik. Közben megérkezik Lucy, Lockit lánya, a kapitány korábbi szerelme, akinek szintén házasságot ígért. Időközben Lockit és Peachum, a korábbi ellenségek kibékülnek. Lucy és Polly – külön-külön – kérleli atyját Macheath szabadon bocsátására, ám az atyák a közös érdekre tekintettel hajthatatlanok. Váratlanul azonban találkozik egymással a két hitves, és amikor kiderül az igazság egymásnak esnek, és csak a berohanó atyáknak sikerül őket szétválasztani. Lucynek egy óvatlan pillanatban sikerül ellopnia Macheath cellájának kulcsát, és megszökteti a férfit. Tettét azonban bevallja apjának, aki neheztel is emiatt, hiszen ez a szöktetés megronthatja jóirányban alakuló kapcsolatát Peachummal. Peachum és Lockit újra találkoznak, újabb elszámolásba kezdenek, mert a legutóbbi üzlet a szokásosnál is nagyobb hasznot hozott. Ekkor toppan be régi, megbízható ügyfelük, a magát kerítésből fenntartó Mrs. Trapes, aki elárulja, hogy a keresett férfi éppen otthonában tartózkodik. Míg a rendőrök Macheath elfogására indulnak, Lucy egy patkányméreggel megtöltött kehellyel kínálja a békülési célból idekéretett Pollyt, hogy így szabaduljon meg vetélytársnőjétől.  Kedvessége nem is kerüli el a leány figyelmét, olyannyira gyanút fog, hogy végül nem iszik az italból. Az újra elfogott kapitány készül az akasztásra, búcsúzni érkező cimborái mindegyikét ellátja egy-egy jó tanáccsal, miként feleségéhez, Pollyhoz is van néhány baráti intelme. Magát némi szíverősítővel is biztatva már éppen indulna a vesztőhelyre, amikor Lockit váratlanul, a közvélemény nyomására, megkegyelmez a fogolynak.